# کمیته قضایی شورای سلطنتی
کمیته قضایی شورای خصوصی (انگلیسی: Judicial Committee of the Privy Council) عالی ترین مرجع تجدیدنظر در برخی دعاوی در بریتانیا و برخی از کشور های مشترک‌المنافع است در ۱۳ آگوست ۱۸۳۳ این مرجع تشکیل شد و در اصل به عنوان عالی ترین مرجع حقوقی در امپراتوری بریتانیا تشکیل شد و به مسایل مربوط به پادشاهی متحده وارد نمی شد هنوز هم برای برخی از کشورهای مستقل مشترک‌المنافع این نقش را بازی می کند
| کشور ها                             | نوع نظام حاکم                       | نوع اعتراض                                 |
| ----------------------------------- | ----------------------------------- | ------------------------------------------ |
| آنتیگوآ و باربودا                   | مشترک‌المنافع                        | اعتراض خطاب به پادشاه است"                 |
| باهاما                              | مشترک‌المنافع                        | اعتراض خطاب به پادشاه است"                 |
| گرنادا                              | مشترک‌المنافع                        | اعتراض خطاب به پادشاه است"                 |
| جامائیکا                            | مشترک‌المنافع                        | اعتراض خطاب به پادشاه است"                 |
| سنت کیتس و نویس                     | مشترک‌المنافع                        | اعتراض خطاب به پادشاه است"                 |
| سنت لوسیا                           | مشترک‌المنافع                        | اعتراض خطاب به پادشاه است"                 |
| سنت وینسنت و گرنادین‌ها              | مشترک‌المنافع                        | اعتراض خطاب به پادشاه است"                 |
| تووالو                              | مشترک‌المنافع                        | اعتراض خطاب به پادشاه است"                 |
| جزایر کوک                           | قلمرو نیوزیلند                      | اعتراض خطاب به پادشاه است"                 |
| نیووی                               | قلمرو نیوزیلند                      | اعتراض خطاب به پادشاه است"                 |
| جزیره من                            | جزیره‌های وابسته به تاج‌وتخت بریتانیا | اعتراض خطاب به پادشاه است"                 |
| جرزی                                | جزیره‌های وابسته به تاج‌وتخت بریتانیا | اعتراض خطاب به پادشاه است"                 |
| آلدرنی                              | قلمرو پیشکاری گرنزی]]               | اعتراض خطاب به پادشاه است"                 |
| سارک                                |                                     | اعتراض خطاب به پادشاه است"                 |
| گرنزی                               | جزیره‌های وابسته به تاج‌وتخت بریتانی  | اعتراض خطاب به پادشاه است"                 |
| آنگویلا                             | سرزمین‌های فرادریایی بریتانیا        | اعتراض خطاب به پادشاه است"                 |
| برمودا                              | سرزمین‌های فرادریایی بریتانیا        | اعتراض خطاب به پادشاه است"                 |
| جزایر ویرجین انگلستان               | سرزمین‌های فرادریایی بریتانیا        | اعتراض خطاب به پادشاه است"                 |
| جزایر کیمن                          | سرزمین‌های فرادریایی بریتانیا        | اعتراض خطاب به پادشاه است"                 |
| جزایر فالکلند                       | سرزمین‌های فرادریایی بریتانیا        | اعتراض خطاب به پادشاه است"                 |
| جبل طارق                            | سرزمین‌های فرادریایی بریتانیا        | اعتراض خطاب به پادشاه است"                 |
| مونتسرات                            | سرزمین‌های فرادریایی بریتانیا        | اعتراض خطاب به پادشاه است"                 |
| سینت هلینا                          | سرزمین‌های فرادریایی بریتانیا        | اعتراض خطاب به پادشاه است"                 |
| الگو:Country data Ascension         | سرزمین‌های فرادریایی بریتانیا        | اعتراض خطاب به پادشاه است"                 |
| تریستان                             | سرزمین‌های فرادریایی بریتانیا        | اعتراض خطاب به پادشاه است"                 |
| الگو:Country data Turks and Caicos  | سرزمین‌های فرادریایی بریتانیا        | اعتراض خطاب به پادشاه است"                 |
| جزایر پیت‌کرن                        | سرزمین‌های فرادریایی بریتانیا        | اعتراض خطاب به پادشاه است"                 |
| قلمرو جنوبگان بریتانیا              | سرزمین‌های فرادریایی بریتانیا        | اعتراض خطاب به پادشاه است"                 |
| قلمرو اقیانوس هند بریتانیا          | سرزمین‌های فرادریایی بریتانیا        | اعتراض خطاب به پادشاه است"                 |
| جورجیای جنوبی و جزایر ساندویچ جنوبی | سرزمین‌های فرادریایی بریتانیا        | اعتراض خطاب به پادشاه است"                 |
| آکراتاری و داکیلیا                  | Sovereign Base Areas                | اعتراض خطاب به پادشاه است"                 |
| موریس                               | جمهوری مشترک‌المنافع                 | اعتراض مستقیماً به کمیته قضایی ارجاع می شود |
| ترینیداد و توباگو                   | جمهوری مشترک‌المنافع                 | اعتراض مستقیماً به کمیته قضایی ارجاع می شود |
| کیریباتی                            | جمهوری مشترک‌المنافع                 | اگر مربوط به حقوق اساسی باشد               |
| برونئی                              | پادشاهی مستقل                       | به طرفیت پادشاه برونئی                     |